# Cladosporium brevipes
Cladosporium brevipes är en svampart som beskrevs av Peck 1887. Cladosporium brevipes ingår i släktet Cladosporium och familjen Davidiellaceae.   Inga underarter finns listade i Catalogue of Life.